# Adriana Caselotti

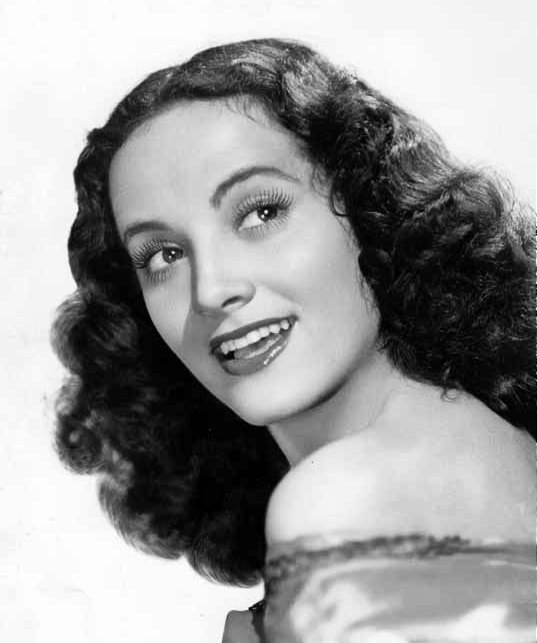
Adriana Caselotti (1937)

Adriana Mitchell Caselotti (* 16. Mai 1916 in Bridgeport, Connecticut; † 19. Januar 1997 in Los Angeles, Kalifornien) war eine US-amerikanische Sängerin und Synchronsprecherin, die als Stimmengeberin des Schneewittchens aus dem Disney-Film bekannt wurde.

## Leben
Adriana Caselotti wurde in Connecticut als Tochter italienischer Einwanderer geboren, wuchs aber in Rom auf, wo ihre Mutter Maria als Opernsängerin arbeitete. Als sie wieder in die USA zurückkehrte, war ihr Vater Guido gerade im Auftrag der Walt Disney Company auf der Suche nach einer jungen Sängerin, die für den Zeichentrickfilm Schneewittchen und die sieben Zwerge (1937) die Titelrolle sprechen und singen sollte. Mehr als 150 Kandidatinnen waren bereits gehört und abgelehnt worden, darunter auch der Teenager-Star Deanna Durbin. Caselotti schlug schließlich seine Tochter vor, die nach Probeaufnahmen sofort die Billigung Disneys fand. Ihr klarer, sanfter Sopran wirkte alterslos (Caselotti war bereits 18) und wurde zu einem festen Bestandteil der Figur, deren Äußeres jedoch nicht nach Adriana Caselotti, sondern nach der Tänzerin Marjorie Belcher (der späteren Ehefrau von Gower Champion) gestaltet war.
Nachdem der Film durch Wiederaufführungen, Videoveröffentlichungen und zahlreiche Tonträger, auf denen ihre Stimme zu hören war, zu einem immensen wirtschaftlichen Erfolg für Disney geworden war, versuchte Caselotti, die eine einmalige Gage von 970 $ für 48 Tage Arbeit erhalten hatte, erfolglos den Konzern auf Tantiemen zu verklagen.
In den Folgejahren trat sie vermehrt bei öffentlichen Veranstaltungen wie Animationsfilm-Festivals auf und erreichte als Sprecherin von Schneewittchen ebenfalls einen relativ hohen Bekanntheitsgrad. Darüber hinaus veröffentlichte sie ein Buch mit dem Titel Do You Like To Sing?.
Außerdem hatte sie kleine Gesangsrollen in den Filmklassikern Das zauberhafte Land (The Wizard of Oz, 1939) und Ist das Leben nicht schön? (It’s a Wonderful Life, 1946).
Adriana Caselotti starb am 19. Januar 1997 im Alter von 80 Jahren in ihrem Haus in Los Angeles an einer Krebserkrankung.

## Filmografie
- 1935: Tolle Marietta (Naughty Marietta)
- 1937: Die Wunder der Technik (Modern Inventions, Kurzfilm, Stimme)
- 1937: Die Braut trug Rot (The Bride Wore Red)
- 1937: Donalds Strauß (Donald’s Ostrich, Kurzfilm, Stimme)
- 1937: Schneewittchen und die sieben Zwerge (Snow White and the Seven Dwarfs, Stimme)
- 1939: Der Zauberer von Oz (The Wizard of Oz, Stimme)
- 1942: We Were Dancing
- 1944: Donald’s Off Day (Kurzfilm)
- 1946: Erfüllte Träume (Two Sisters from Boston)
- 1946: Ist das Leben nicht schön? (It’s a Wonderful Life)